# Fernand Van Steenberghen
Chanoine Fernand Emmanuel Joseph Van Steenberghen (* 13. Februar 1904 in Sint-Joost-ten-Node bei Brüssel, Belgien; † 16. April 1993 in Jette) war ein katholischer Philosophiehistoriker mit verschiedenen Forschungsschwerpunkten in mittelalterlicher Philosophie und Theologie, vor allem des 13. Jahrhunderts. Er ist zudem als Verfasser von einerseits thomistisch, andererseits phänomenologisch geprägten Lehrbüchern zur Epistemologie und Ontologie bekannt, ferner durch mehrere vielzitierte Stellungnahmen, zum Beispiel für seine Kritik des Begriffs „Christliche Philosophie“.

## Leben
Van Steenberghen promovierte 1923 in Philosophie in Löwen, studierte dort dann Theologie und wurde 1926 zum Priester geweiht. 1931 legte er eine Monographie und Edition über Siger von Brabant vor („Siger de Brabant d’après ses oeuvres inédites“), 1938 einen weiteren Band über Siger und 1942 erschien der zweite Band des vorbenannten Werks. Mit dieser Arbeit wurde ihm 1931 der Grad eines Maître-Agrégé de l’École Saint-Thomas d’Aquin zuteil, seither lehrte er Philosophiegeschichte in Löwen am Institut supérieur de philosophie de l’Université catholique de Louvain. Er war Mitglied der Königlichen Akademie der Wissenschaften und Schönen Künste von Belgien. 1974 wurde er emeritiert. Am 9. November 1972 wurde ihm die Ehrendoktorwürde der Universität Salzburg verliehen.

## Werke (Auswahl)
- Epistémologie, Löwen 1945 / 4. A. 1966 (engl. Übers. als Epistemology, New York 1970).
- Ontologie, Löwen 1946 / 4. A. 1966 (dt. Übers. als Ontologie. Benziger, Einsiedeln 1953; engl. Übers. als Ontology, New York 1970).
- Aristote en occident, Löwen 1946 (engl. Übers. als Aristotle in the West, Löwen 1954)
- The Philosophical Movement in the Thirteenth Century, Edinburgh 1955.
- The Philosophical Movement in the Thirteenth Century, 1955.
- Dieu caché, Löwen 1961. (engl. Übers. als Hidden God, St Louis 1966).
- La philosophie au XIIIe siècle, Löwen / Paris 1966.
- Thomas Aquinas and Radical Aristotelianism, Washington, DC 1980.
- Philosophie fondamentale, Québec 1989.